# Пон, Антуан де
Антуа́н де Пон (фр. Antoine de Pons; 2 февраля 1510 — 1586), сир де Пон, граф де Маренн — французский военачальник, участник Религиозных войн.

## Биография
Франсуа II, сира де Пона, и Катрин де Ферьер.
Барон д'Олерон, сеньор де Вируль, Периньяк, Плассак, Руайян, Морнак, Блай, Монфор, Карлюс, Айяк, Мартель, Л'Арш, Террассон, Сансак, Шато-Рено, Арвер, Гершвиль, Ньёй, и прочее, советник и камергер короля, штатный дворянин его Палаты, капитан пятидесяти тяжеловооруженных всадников, член Государственного и Тайного советов, капитан ста дворян Дома короля, губернатор Монтаржи и Сента, титуловавшийся кузеном короля.
В 1525 году был отправлен воспитываться при особе короля Франциска I. В 1528 году участвовал в Неаполитанском походе своего родственника маршала Лотрека. Был ранен выстрелом из аркебузы. После смерти Лотрека продолжил служить под командованием Салуццо, вместе с которым был осажден испанцами в Аверсе и вынужден сдаться в плен.
В 1532 году сопровождал Франциска во время переговоров с английским королем в Кале. 23 октября 1538 произвел раздел семейных владений с братьями.
Четырнадцать лет провел в Италии в качестве придворного Рене Французской, герцогини Феррарской, выполняя различные поручения. По возвращении во Францию принял оммаж от Леонора Шабо, графа де Шарни (1558).
В период гражданских войн был наместником Карла IX и Генриха III в Сентонже. Будучи самым могущественным из местных феодалов, вел войну с протестантами за свой счет, собрав из своих вассалов армию в 10 000 пехоты и 4 000 конницы, а также набрав ордонансовую роту из 100 копий (500 кавалеристов).
Имел репутацию умелого капитана, добытую за полвека военных кампаний, в которых он часто командовал отрядами, состоявшими из собственных вассалов. Корона была обязана ему многими крепостями, отнятыми у гугенотов, и блестящими победами в боях при Сен-Сорлене и Сен-Жюсте.
Прославился обороной своего города Пон, который, после исчерпания запасов пороха и боеприпасов, в конце 1568 года был вынужден сдать военачальнику принца Конде Арману де Клермону, барону де Пилю. Клермон, который сам имел солидную военную репутацию, отметил, что сир де Пон превосходно оборонял свою собственность, на что противник возразил: «Месье, за два последних года я оборонял пять крепостей, которые мне не принадлежали, и этим доказал, что мое имущество, моя семья, моя честь повсюду, где атакована родина».
Затем Антуан де Пон двинулся в Ангулем, где был взят в плен адмиралом Колиньи. Освободившись, в следующем году сражался в битве при Монконтуре.
Мужество сира де Пона уважали и лидеры противной партии, Анри де Конде и король Наваррский, о чем свидетельствует их переписка. Конде восхваляет достоинства де Пона в послании 1571 года, а Наваррец в 1577 году выражал сожаление в связи со взятием Бруажа принцем Конде и обещал просить своего соратника вернуть город. Кроме этого, он неоднократно предлагал де Пону перейти на сторону протестантов.
Был пожалован в рыцари орденов короля при учреждении ордена Святого Духа 21 декабря 1578.

## Семья
1-я жена (1533): Анн де Партене (ум. 1549), придворная дама Рене Французской, герцогини Феррарской, дочь Жана Архиепископа, сеньора де Партене, барона де Субиза, и Мишели де Собон, придворной дамы Рене Французской
Дети:
- Франсуа, граф де Маренн. Участвовал в 1556 году в Итальянском походе герцога де Гиза, и умер по возвращении во Францию
- Анн (ум. после 12.10.1599), графиня де Маренн, дама д'Олерон. Муж (1559): Франсуа Мартель, сеньор де Лендбёф в Нормандии
- Эзеб. Муж (30.03.1563): Никола дю Отуа, сеньор де Ресикур, Нюбкур, Ла-Фоли, Гримийи, камергер герцога Карла Лотарингского, сенешаль Барруа
- Жанна, аббатиса Кризнона
- Элизабет, ум. ребенком

2-я жена (29 января 1555): Мари де Моншеню (ум. после 29.09.1582), дама де Гершвиль, баронесса де Ньёй, старшая дочь Марена де Моншеню, барона де Моншеню и де Шомона, и Антуанетты де Понбриан, дамы де Ла-Виллет в Ангумуа и де Ньёй в Лимузене, вдова Луи де Аркура, барона де Масси
Дети:
- Анри. Убит в Риме. Был холост
- Понс, ум. ребенком
- Антуанетта (ум. после 25.02.1593), дама де Пон, графиня де Маренн и д'Олерон. Муж (ранее 1591): Анри д'Альбре, барон де Мьосенс. Принесла в приданое сирство Пон
- Антуанетта (ум. 16.01.1632), маркиза де Гершвиль, придворная дама Марии Медичи. Муж 1): Анри де Сийи, граф де Ларошгийон, дамуазо де Коммерси; 2) (контракт 17.02.1594): Шарль дю Плесси-Лианкур, граф де Бомон-сюр-Уаз, губернатор Парижа
- Сюзанна (ум. ранее 3.07.1591), монахиня в Пуасси
- Жюдит (ок. 1601? — март 1665?), монахиня в Пуасси, аббатиса в Сен-Совёр-д'Эврё

Поскольку Антуан де Пон не оставил сыновей, основные владения, в том числе сирство Пон, перешли по браку его старшей дочери в дом Альбре-Мьосенс, а затем в линию графов де Марсан Лотарингского дома. Старшинство в роду де Пон перешло к его младшему брату Франсуа, сеньору де Броссу.